# Skolen i Athen
Skolen i Athen (italiensk Scuola di Atene) er en fresko i rummet Stanza della Segnatura i Vatikanpaladset i Rom. Freskoen er et af de mest kendte værker af renæssancemaleren Rafael, som også malede de tre andre freskoer i det samme rum. Rafael udførte freskoen fra 1509 til 1511 og motivet viser mange af antikkens mest kendte græske filosofer.
Stanza della Segnatura var det første i en række rum, som Rafael blev bestilt til at dekorere, og Skolen i Athen, som repræsenterer filosofi, var sandsynligvis det tredje af malerierne i dette rum, som han færdiggjorde, efter La Disputa (teologi) på den modsatte væg og Parnassus (litteratur). Skolen i Athen er længe blevet set som "Rafaels mesterværk og det perfekte billede på den klassiske ånd i renæssancen".

## Personer
En komplet liste over de afbildede personer er givet nedenfor:
1: Zenon fra Kition
2: Epikur
3: ukendt
4: Boëthius eller Anaximander
5: Averroës
6: Pythagoras,
7: Alkibiades eller Alexander den Store eller Perikles eller Xenofon
8: Antisthenes eller Xenofon
9: ukendt, muligvisGiovanni Pico della Mirandola, (nogle gange identificeret som Hypatia i moderne populære kilder)
eller Fornarina en personificering af Kærlighed (Francesco Maria della Rovere?)
10: Aeschines
11: Parmenides eller Nicomachus
12: Sokrates eller Anaxagoras
13: Heraklit (Michelangelo?)
14: Platon (Leonardo da Vinci?)
15: Aristoteles (Giuliano da Sangallo?)
16: Diogenes af Sinope eller Sokrates
17: Plotin? er Solon
18: Euklid er Arkimedes (Bramante?)
19: Strabon er Zarathustra? (Baldassare Castiglione?)
20: Ptolemæus
R: Apelles (Rafael)
21: Protogenes (Il Sodoma, Timoteo Viti, eller Perugino)